# Петропавловск (станция)
Петропавловск (каз. Петропавл) — железнодорожная станция Петропавловского отделения Южно-Уральской железной дороги, расположенная в городе Петропавловск Северо-Казахстанской области Республики Казахстан.
Код станции в ЕСР для экспортных операции: 688708.

## История
Железнодорожная станция Петропавловск построена во время строительства Великого Сибирского пути, его западного участка — Западно-Сибирской железной дороги от станции Челябинск до Новониколаевска, движение по которому открыто было в 1896 году. Станция была построена в 2 верстах от тогда уездного города Петропавловска Акмолинской области, расположенного на берегу реки Ишим, через который также был построен железнодорожный мост. С началом движения по железной дороге возле станции возник посёлок, в котором были построены церковь во имя покровительницы Ея Имераторского Величества Государыни Императрицы Марии Фёдоровны святой Марии Магдалины с приделами во имя иконы Богоматери Всех Скорбящих утешения и во имя святителя Феодосия Черниговского, церковно-приходская школа имени тайного советника Терещенко. Возле станции был создан врачебно-питательный переселенческий пункт на 300 человек для обслуживания переселяющихся в Акмолинскую область. После постройки станции по железной дороге в западном направлении отправлялось ежегодно более 49 000 тонн зерна, бобовых, муки и продуктов скотоводства с преобладанием последних, в том числе на экспорт. Так, овчина экспортировалась в Вену, козлина в Париж и Бостон, кишки в Берлин и Гамбург. Грузообороту способствовало и смыкание на город Петропавловск Оренбургского и Акмолинского трактов, караванных путей из Туркестана.
В 1922 году от станции Петропавловск было открыто движение Петропавловск — Кокчетав («Петрокок»), в дальнейшем продлённое в сторону Караганды и далее в Шу. Как и большинству городов расположенных вдоль Транссибирской магистрали, строительство железной дороги и станции способствовало и развитию самого города.

### Вокзал станции
Перрон железнодорожного вокзала был построен в 1895 году
В 1930-е годы на территории вокзала был разбит палисадник садоводом-декоратором Василием Осиповым, прославившись необычной красотой и необычностью на весь Советский Союз.
Здание вокзала было сдано в эксплуатацию в 1959 году. По другим источникам здание вокзала было построено в 1966 году.
На данный момент здание арендуется филиалом ОАО «РЖД». Петропавловское отделение расположено на востоке Южно-Уральской магистрали и, являясь частью Транссибирского хода.
С декабря 2017 года была запланирована реконструкция здания в течение двух лет.
Были обновлены фасад и кровля, заменены системы тепло- и водоснабжения, электроснабжения. Реконструированы внутренние помещения основного здания вокзала, возведён пристрой с двумя эскалаторами, обновлён конкорс, где появились два грузопассажирских лифта. В большом кассовом зале также установлен лифт для маломобильных пассажиров для выхода в зал ожидания. Проведён ремонт комнат отдыха, сервис-центра, медпункта и служебных помещений.
Всего на реконструкцию вокзала, которая началась в 2018 году, было потрачено около 3 млрд. тенге.
Адресно вокзал расположен: ул. Ахременко, д. 47 / Привокзальная площадь, д. 1.

## Фотогалерея
| - Пассажиры наливают кипяток на станции. Октябрь 1913 года - Здание старого вокзала станции Петропавловск - Железнодорожная станция Петропавловск, вокзал, в мае 2011 года |